# Elizabeth Blackwell
Elizabeth Blackwell (n. 3 februarie 1821 - d. 31 mai 1910) a fost medic american de origine engleză. A fost prima femeie-medic din SUA, activistă pentru drepturile femeii, susținătoare a mișcării aboliționiste și una din fondatoarele spitalului New York Infirmary for Women and Children.

## Viața
Motivația de a fi medic a venit odată cu moartea unei prietene(de cancer uterin), care i-a mărturisit că poate ar fi trecut prin mai puțină durere și suferință dacă ar fi avut ca medic o femeie. S-a născut într-o familie de aboliționiști 
și a primit o educație care punea accent pe dreptate și egalitate. Sora lui Elizabeth, Emily, s-a făcut și ea doctoriță.

## Activitatea
A reușit să fie admisă la Colegiul Medical Geneva din New York. 
În 1857, împreună cu sora ei și doctorița Marie Zakrzewska au deschis Infirmeria pentru Femei și Copii nevoiași din New York. Ea a mai fondat și Colegiul Medical pentru Femei la Infirmeria  din New York, în 1868, precum și Școala de Medicină  pentru Femei din Londra, în 1874.